# Nujol
Le Nujol (marque déposée de Plough Inc. ; signifiant à l'origine « new oil » : « nouvelle huile ») est une huile minérale utilisée en particulier dans une technique classique d'échantillonnage en spectroscopie infrarouge. Il s'agit d'une huile paraffinique lourde (masse molaire élevée), donc chimiquement inerte. Le Nujol montre un spectre IR relativement simple, avec des pics importants à (environ) 2 900-2 850 et 1 450-1 370 cm-1.
Pour obtenir un spectre IR à partir d'un échantillon solide, ce dernier est réduit en poudre et empâté avec le Nujol, au moyen d'un mortier et pilon. Puis le broyat obtenu est généralement pris en sandwich entre deux plaques (en KCl, NaCl, etc.), et le montage est placé dans le spectromètre.

Pour les échantillons très réactifs, la couche de Nujol peut servir de revêtement protecteur, en évitant une transformation de la substance pendant la mesure.